# 1594 Danjon
För andra betydelser, se Danjon.
1594 Danjon eller 1949 WA är en asteroid i huvudbältet som upptäcktes den 23 november 1949 av den franske astronomen Louis Boyer vid Algerobservatoriet. Den har fått sitt namn efter den franska astronomen André-Louis Danjon.
Asteroiden har en diameter på ungefär 10 kilometer.